# 第6即応機動連隊
第6即応機動連隊（だいろくそくおうきどうれんたい、JGSDF 6th Rapid Deployment Regiment）は、陸上自衛隊美幌駐屯地（北海道網走郡美幌町）に駐屯する第5旅団隷下の即応機動連隊である。

## 概要
連隊長は1等陸佐（三）をもって充てられ、美幌駐屯地司令を兼ね、連隊本部、3個普通科中隊、火力支援中隊、機動戦闘車中隊により編成される。
1951年（昭和26年）5月に警察予備隊の第6連隊として宇都宮駐屯地において編成されて以来幾多の改編、移駐を経て、2023年（令和5年）3月に陸上自衛隊で6隊目の即応機動連隊に改編された。

## 沿革
第6連隊
- 1951年（昭和26年）5月1日：警察予備隊第1管区隊隷下に第6連隊が宇都宮駐屯地において編成完結。

1. 連隊本部および第1大隊、第2大隊は宇都宮駐屯地に駐屯。
2. 第3大隊は船岡駐屯地に駐屯。

- 1952年（昭和27年）
  - 1月19日：部隊改編。以下の部隊を編合して再編成。

  1. 第3連隊本部（高田駐屯地）を第6連隊本部に改編。
  2. 第62連隊第2大隊（美幌駐屯地）を第1大隊に改編。
  3. 第4連隊第3大隊（遠軽駐屯地）を第2大隊に改編。
  4. 第1連隊第2大隊（久里浜駐屯地）を第3大隊に改編。
※当初は連隊本部が高田駐屯地にあり、それぞれの大隊が遠距離にあるという特性があった。

  - 1月26日：連隊本部が高田駐屯地から美幌駐屯地に移駐。
  - 10月18日：連隊隷下に駐屯地管理隊・福祉隊（後の美幌駐屯地業務隊）が編成。
- 1953年（昭和28年）
  - 2月5日：第3大隊が久里浜駐屯地から旭川駐屯地に移駐。これにより連隊全部が北海道に移駐したことになる。
  - 9月1日：駐屯地管理隊・福祉隊が美幌駐屯地業務隊に改編。

第6普通科連隊
- 1954年（昭和29年）
  - 7月1日：陸上自衛隊発足により、第6普通科連隊に称号変更。
  - 7月31日：第14中隊（特車中隊=戦車を装備した中隊）が帯広駐屯地に移駐。
  - 9月10日：第5管区隊編成により、第5管区総監に隷属。第3大隊（旭川駐屯地）が第9普通科連隊隷下に編入され「第9普通科連隊第2大隊」に改称。
  - 9月25日：新たに第3大隊を美幌駐屯地において編成（この時点で、連隊本部・第1・3大隊は美幌駐屯地、第2大隊は遠軽駐屯地、第14中隊は帯広駐屯地に駐屯）。
  - 10月5日：第4普通科連隊第14中隊および第6普通科連隊第14中隊（帯広駐屯地）を基幹に第5特車大隊を帯広駐屯地で新編。
- 1962年（昭和37年）1月18日：第5管区隊が師団新編により、第5師団となる。

1. 第6普通科連隊を再編。本部管理中隊、4個普通科中隊および重迫撃砲中隊の編成となる。
2. 第6普通科連隊第2大隊（遠軽駐屯地）が第25普通科連隊へと改編され、第2師団の隷下部隊となる。

- 1966年（昭和41年）
  - 1月28日：62式7.62mm機関銃の取扱教育実施。
  - 3月24日：64式7.62mm小銃の取り扱い普及教育（26日まで）。
- 1968年（昭和43年）3月31日：連隊の64式7.62mm小銃の充足率が82％になる。
- 1971年（昭和46年）4月8日：60式自走106mm無反動砲新装備。
- 1980年（昭和55年）9月：84mm無反動砲16門が新装備される。
- 1984年（昭和59年）10月10日：信号雷管爆発事故が起きる（然別演習場、2名殉職）。
- 1987年（昭和62年）9月27日：自衛隊装備展「防衛フェア・イン・北見」開催。
- 1989年（平成元年）3月24日：第5師団改編により完全自動車化連隊となる。

1. 本部管理中隊の人事班が連隊本部班の隷下に異動。
2. 本部管理中隊に輸送小隊が新編。
3. 各普通科中隊に64式対戦車誘導弾が配備され無反動砲小隊が対戦車小隊に改編。
4. 小銃小隊の1個班の編成が11名から10名になる。

- 1991年（平成03年）8月1日：「新たな人員充足管理」に基づく隊務運営の試行に伴う編成を完結、第4普通科中隊が特定中隊として32名編成となる。
- 1993年（平成05年）11月29日：89式5.56mm小銃の取扱普及教育実施（30日まで）。
- 2004年（平成16年）3月29日：第5師団の第5旅団への改編に伴う部隊改編。

1. 軽普通科連隊に改編。
2. 重迫撃砲中隊および本部管理中隊管理整備小隊を廃止。
3. 本部管理中隊隷下に重迫撃砲小隊を新編｡
4. 後方支援体制変換に伴い、整備部門を第5後方支援隊第2整備中隊第2普通科直接支援小隊へ移管。

- 2011年（平成23年）4月22日：第4普通科中隊を廃止。

第6即応機動連隊
- 2023年（令和05年）3月16日：第5旅団の機動旅団化に伴い、第6即応機動連隊に改編[1][3][4]。

## 部隊編成
- 第6即応機動連隊本部(RHQ) 
  - 第1科(S-1) - 人事 - 第1科広報室
  - 第2科(S-2) - 情報
  - 第3科(S-3) - 作戦（運用訓練）
  - 第4科(S-4) - 兵站
  - 最先任上級曹長(CSM)
- 本部管理中隊(HSCo)「6即機-本」
  - 中隊本部
  - 連隊本部班- 82式指揮通信車(CCV)
  - 補給小隊(SupPt)
  - 通信小隊(SigPt)
  - 衛生小隊(MedPt)
  - 情報小隊(IntPt) - 軽装甲機動車(LAV)、偵察用オートバイ
  - 施設作業小隊(PiPt)- 75式ドーザ
  - 対戦車小隊（普通科）(ATPt) - 中距離多目的誘導弾システム(MMPM)
  - 高射小隊（高射特科）(AAPt) - 93式近距離地対空誘導弾(近SAM)
- 第1普通科中隊(1Co)「6即機-1」
  - 中隊本部 - 運用訓練幹部、各係幹部および陸曹等、狙撃班など
  - 第1小隊(1Pt) - 96式装輪装甲車(WAPC)
  - 第2小隊(2Pt) - 96式装輪装甲車(WAPC)
  - 第3小隊(3Pt) - 96式装輪装甲車(WAPC)
  - 迫撃砲小隊(MPt) - 高機動車、81mm迫撃砲 L16
- 第2普通科中隊(2Co)「6即機-2」
  - 中隊本部 - 運用訓練幹部、各係幹部および陸曹等、狙撃班など
  - 第1小隊(1Pt) - 96式装輪装甲車(WAPC)
  - 第2小隊(2Pt) - 96式装輪装甲車(WAPC)
  - 第3小隊(3Pt) - 96式装輪装甲車(WAPC)
  - 迫撃砲小隊(MPt) - 高機動車、81mm迫撃砲 L16
- 第3普通科中隊(3Co)「6即機-3」
  - 中隊本部 - 運用訓練幹部、各係幹部および陸曹等、狙撃班など
  - 第1小隊(1Pt) - 96式装輪装甲車(WAPC)
  - 第2小隊(2Pt) - 96式装輪装甲車(WAPC)
  - 第3小隊(3Pt) - 96式装輪装甲車(WAPC)
  - 迫撃砲小隊(MPt) - 高機動車、81mm迫撃砲 L16
- 火力支援中隊「6即機-火支」 - 120mm迫撃砲 RT
- 機動戦闘車中隊「6即機-戦」 - 16式機動戦闘車(MCV)、96式装輪装甲車(WAPC)、軽装甲機動車(LAV)

## 整備支援部隊
第6普通科連隊
- 第5後方支援隊第2整備中隊第2普通科直接支援小隊「5後支-2整」（美幌駐屯地）：2004年（平成16年）3月26日から2023年（令和5年）3月15日の間。

第6即応機動連隊
- 第5後方支援隊即応機動直接支援中隊「5後支-即機」（美幌駐屯地）：2023年（令和5年）3月16日から

## 主要幹部
| 官職名                              | 階級    | 氏名     | 補職発令日     | 前職                         |
| ----------------------------------- | ------- | -------- | -------------- | ---------------------------- |
| 第6即応機動連隊長 兼 美幌駐屯地司令 | 1等陸佐 | 中津健士 | 2024年03月18日 | 西部方面総監部防衛部訓練課長 |

| 代                | 氏名                   | 在職期間                                                   | 前職                                                  | 後職                                                           |
| ----------------- | ---------------------- | ---------------------------------------------------------- | ----------------------------------------------------- | -------------------------------------------------------------- |
| 01                | 高田裕三 （2等警察正） | 1951年05月01日 - 1952年01月03日                            |                                                       |                                                                |
| 02                | 野瀬定一 （2等警察正） | 1952年01月04日 - 1952年06月07日                            | 第3連隊長 兼 高田駐とん地部隊長                       |                                                                |
| 03                | 北森信男 （1等警察正） | 1952年06月17日 - 1952年08月22日                            |                                                       | 久里浜学校隊所属                                               |
| 04                | 久保田茂 （1等警察正） | 1952年08月23日 - 1954年08月24日                            |                                                       | 富士学校綜合研究室長                                           |
| 05                | 遠山弥兵衛             | 1954年08月25日 - 1956年08月15日                            | 第2管区総監部第2部長                                  | 第6管区総監部付                                                |
| 06                | 出口敦                 | 1956年08月16日 - 1959年07月31日                            | 札幌駐とん地業務隊長                                  | 第1管区総監部付                                                |
| 07                | 溝口昌弘               | 1959年08月01日 - 1961年07月31日                            | 第4普通科連隊第3大隊長                                | 陸上幕僚監部付                                                 |
| 08                | 田畑良一               | 1961年08月01日 - 1963年03月24日                            | 陸上幕僚監部第5部研究室長                             | 陸上幕僚監部付                                                 |
| 09                | 松田祐武               | 1963年03月25日 - 1965年03月15日                            | 陸上自衛隊幹部学校学校教官                            | 防衛大学校教授                                                 |
| 10                | 庭屋陽之助             | 1965年03月16日 - 1967年03月15日                            | 東部方面総監部第1部勤務                               | 陸上幕僚監部第1部広報班長                                      |
| 11                | 島谷敬一               | 1967年03月16日 - 1969年03月16日                            | 陸上自衛隊幹部学校勤務                                | 陸上自衛隊富士学校研究部第1課長                                |
| 12                | 山崎忠彦               | 1969年03月17日 - 1971年07月15日                            | 北部方面総監部業務室長                                | 陸上幕僚監部第1部勤務                                          |
| 13                | 安田嘉一               | 1971年07月16日 - 1973年07月15日                            | 統合幕僚会議事務局第2幕僚室勤務                       | 陸上自衛隊調査学校情報教育課長                                 |
| 14                | 上田友三郎             | 1973年07月16日 - 1975年07月15日                            | 第1師団司令部第3部長                                  | 陸上幕僚監部第5部訓練演習班長                                  |
| 15                | 柴崎育弘               | 1975年07月16日 - 1977年07月31日 ※1977年07月01日 陸将補昇任 | 統合幕僚会議事務局第3幕僚室勤務                       | 第3師団副師団長 兼 千僧駐とん地司令                            |
| 16                | 高田敬一               | 1977年08月01日 - 1979年03月15日                            | 自衛隊岐阜地方連絡部長                                | 陸上自衛隊富士学校普通科部副部長                               |
| 17                | 小林司郎               | 1979年03月16日 - 1981年03月16日                            | 装備開発実験隊勤務                                    | 陸上自衛隊少年工科学校第1教育部長                              |
| 18                | 三塚弘之               | 1981年03月16日 - 1983年03月15日                            | 陸上自衛隊富士学校付                                  | 陸上幕僚監部人事部人事計画課 服務班長                          |
| 19                | 上村享                 | 1983年03月16日 - 1984年07月31日                            | 陸上自衛隊幹部学校学校教官                            | 陸上自衛隊調査学校学校教官                                     |
| 20                | 村上興宣               | 1984年08月01日 - 1986年07月31日                            | 東部方面総監部人事部人事課長                          | 陸上自衛隊幹部学校学校教官                                     |
| 21                | 吉田耕平               | 1986年08月01日 - 1989年03月31日                            | 陸上幕僚監部教育訓練部教育課 学校第2班長              | 警務隊副隊長                                                   |
| 22                | 小原武史               | 1989年04月01日 - 1992年03月15日                            | 北部方面総監部人事部人事課長                          | 自衛隊茨城地方連絡部長                                         |
| 23                | 山本允典               | 1992年03月16日 - 1994年03月22日                            | 北部方面総監部防衛部訓練課長                          | 陸上自衛隊幹部学校主任教官                                     |
| 24                | 井上廣司               | 1994年03月23日 - 1996年06月30日                            | 陸上幕僚監部防衛部運用課勤務                          | 陸上幕僚監部人事部厚生課長                                     |
| 25                | 矢野義昭               | 1996年07月01日 - 1998年12月07日                            | 陸上幕僚監部教育訓練部訓練課 演習班長                 | 統合幕僚会議事務局第4幕僚室 後方補給運用調整官 兼 後方補給班長 |
| 26                | 市川卓治               | 1998年12月08日 - 2000年06月29日                            | 陸上幕僚監部付                                        | 陸上幕僚監部調査部調査課 調査運用室長                          |
| 27                | 佐藤秀樹               | 2000年06月30日 - 2003年03月26日                            | 陸上幕僚監部人事部補任課 人事第2班長                  | 第4師団司令部幕僚長                                            |
| 28                | 須田俊彦               | 2003年03月27日 - 2005年07月31日                            | 陸上自衛隊幹部学校付                                  | 東部方面総監部総務部広報室長                                   |
| 29                | 服部清光               | 2005年08月01日 - 2007年03月27日                            | 陸上自衛隊富士学校普通科部 研究課長                   | 北部方面総監部総務部 地域連絡調整課長                          |
| 30                | 竹下秀毅               | 2007年03月28日 - 2009年03月23日                            | 東部方面総監部人事部援護業務課長                      | 自衛隊体育学校第2教育課長                                      |
| 31                | 照井康弘               | 2009年03月24日 - 2011年07月31日                            | 技術研究本部 技術開発官（誘導武器担当）付 第3開発室長 | 陸上自衛隊研究本部研究員                                       |
| 32                | 池田重則               | 2011年08月01日 - 2013年07月31日                            | 陸上自衛隊幹部学校付                                  | 中部方面総監部装備部後方運用課長                               |
| 33                | 野村昌二               | 2013年08月01日 - 2015年07月31日                            | 陸上幕僚監部運用支援・情報部 運用支援課陸上連絡官     | 国際活動教育隊長 兼 駒門駐屯地司令                             |
| 34                | 川村恭也               | 2015年08月01日 - 2017年11月30日                            | 東部方面総監部総務部 地域連絡調整課長                 | 仙台駐屯地業務隊長                                             |
| 35                | 降籏慎生               | 2017年12月01日 - 2019年11月30日                            | 中部方面総監部人事部援護業務課長                      | 自衛隊愛知地方協力本部募集課長                                 |
| 36                | 佐藤靖倫               | 2019年12月01日 - 2022年03月13日                            | 第3陸曹教育隊長                                       | 陸上自衛隊東北補給処装備計画部 企画課長                        |
| 末                | 河村友則               | 2022年03月14日 - 2023年03月15日                            | 陸上幕僚監部運用支援・訓練部訓練課 総括班長           | 第6即応機動連隊長 兼 美幌駐屯地司令                            |
| 第6即応機動連隊長 |                        |                                                            |                                                       |                                                                |
| 01                | 河村友則               | 2023年03月16日 - 2024年03月17日                            | 第6普通科連隊長 兼 美幌駐屯地司令                     | 第12旅団司令部幕僚長                                           |
| 02                | 中津健士               | 2024年03月18日 -                                           | 西部方面総監部防衛部訓練課長                          |                                                                |

## 主要装備
- 16式機動戦闘車
- 96式装輪装甲車
- 82式指揮通信車
- 軽装甲機動車
- 高機動車
- 1/2tトラック / 73式小型トラック
- 1 1/2tトラック / 73式中型トラック
- 3 1/2tトラック / 73式大型トラック
- 偵察用オートバイ
- 89式5.56mm小銃
- 5.56mm機関銃MINIMI
- 12.7mm重機関銃
- 84mm無反動砲
- 01式軽対戦車誘導弾
- 81mm迫撃砲 L16
- 120mm迫撃砲 RT

## 警備隊区
北見市、網走市、網走郡（美幌町、津別町、斜里町、清里町、小清水町、訓子府町、置戸町、大空町）の2市8町。

## 第6普通科連隊時の編成
- 第6普通科連隊本部
- 本部管理中隊「6普-本」
  - 中隊本部
  - 連隊本部班：82式指揮通信車
  - 重迫撃砲小隊：120mm迫撃砲 RT
  - 情報小隊：軽装甲機動車、偵察用オートバイ
  - 施設作業小隊
  - 通信小隊
  - 補給小隊：3 1/2tトラック
  - 衛生小隊：1トン半救急車
  - 狙撃班
- 第1普通科中隊「6普-1」：96式装輪装甲車、01式軽対戦車誘導弾、81mm迫撃砲 L16
- 第2普通科中隊「6普-2」：高機動車、01式軽対戦車誘導弾、81mm迫撃砲 L16
- 第3普通科中隊「6普-3」：高機動車、01式軽対戦車誘導弾、81mm迫撃砲 L16

### 廃止部隊
- 2004年（平成16年）3月26日廃止
  - 第6普通科連隊本部管理中隊管理整備小隊「6普-本」（美幌駐屯地）：整備部門を第5後方支援隊第2整備中隊第2普通科直接支援小隊へ移管。
  - 第6普通科連隊重迫撃砲中隊「6普-重迫」（美幌駐屯地）：第6普通科連隊本部管理中隊重迫撃砲小隊に縮小改編。
- 2011年（平成23年）4月22日廃止
  - 第6普通科連隊第4普通科中隊「6普-4」（美幌駐屯地）：